# Calumbo
Calumbo é uma cidade e município angolano que se localiza na província de Ícolo e Bengo.
Anteriormente um distrito urbano e comuna do município de Viana, em 5 de setembro de 2024 foi elevado a condição de cidade e município da nova província de Ícolo e Bengo.
O município é constituído apenas pela comuna-sede.
Subdividida a partir de Viana, o grande centro industrial da nação, Calumbo acabou por se tornar, tal qual seu município-mãe (Viana), uma das maiores zonas industriais da nação. Está inserida na Zona Económica Especial Luanda-Bengo (ZEE-LB), e ficou com as porções orientais da Reserva Industrial de Viana.